# Bessarabska-Markthalle
Die Bessarabska-Markthalle (ukrainisch Бессара́бський ринок Bessarabskyj rynok) ist eine 2.896 m² große Markthalle im Zentrum der ukrainischen Hauptstadt Kiew.

## Name
Der Name des eindrucksvollen Rundbaus stammt vom gleichnamigen Bessarabska-Platz, auf dem sie sich befindet, welcher wiederum seinen Namen von den hier im 19. Jahrhundert mit Wein und Obst handelnden Bauern aus der Region Bessarabien erhielt.

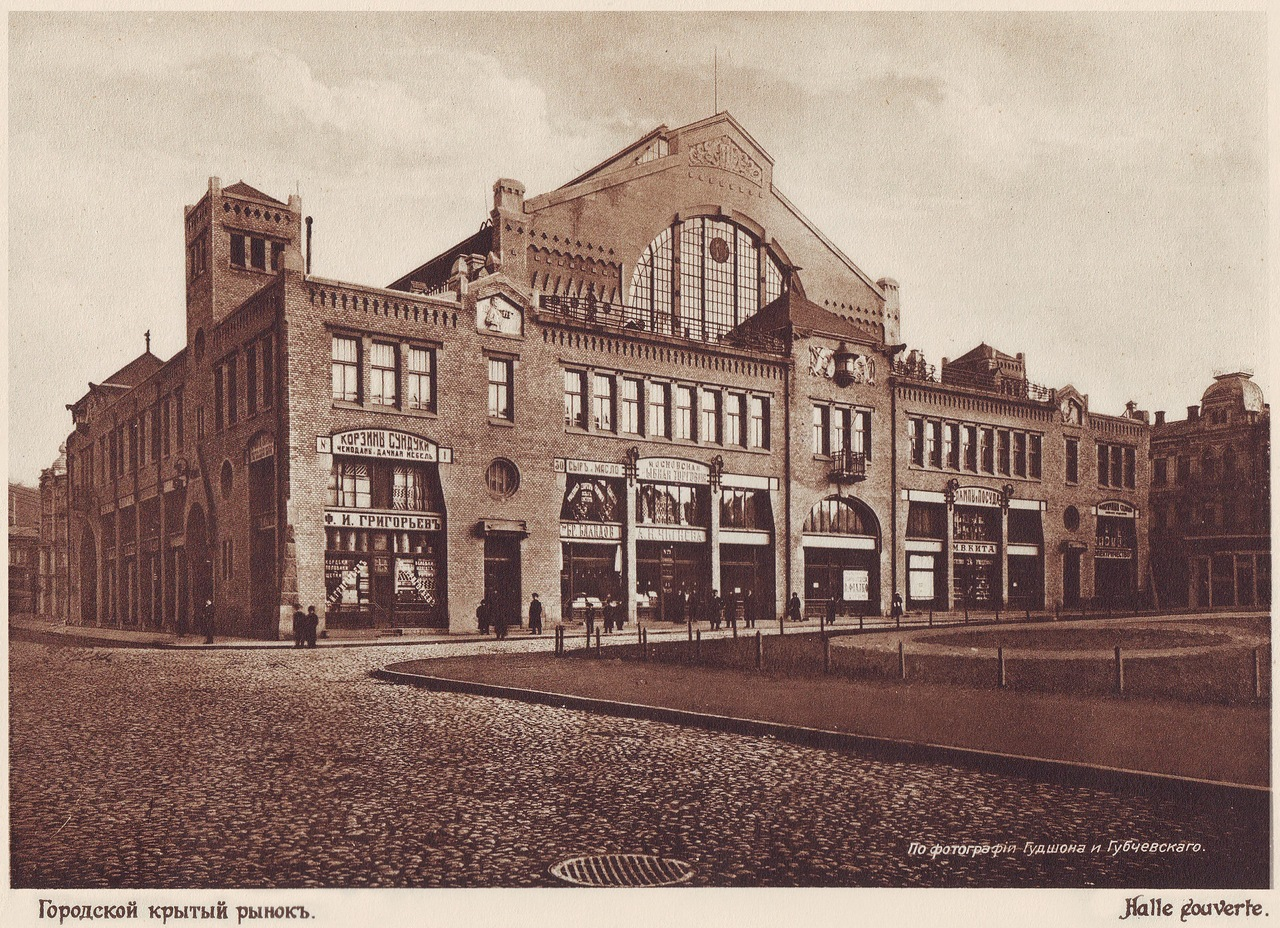
Die Bessarabska-Markthalle 1911

## Geschichte
1904 stiftete der Kiewer Zuckerbaron, Mäzen und Philanthrop Lasar Brodskyj (ukr. Лазар Ізраїльович Бродський) der Stadt 500.000 Rubel zum Bau einer Markthalle, die dann zwischen 1910 und 1912 nach Plänen des Warschauer Architekten Henryk Julian Gay im rationalen Jugendstil erbaut wurde. Die Halle hat ein 15 m hohes Glasdach und eine mit Reliefs mit Nutzvieh und bäuerlichen Szenen geschmückte Fassade.
Seit 1979 steht die Markthalle unter Denkmalschutz für Architektur und Städtebau.

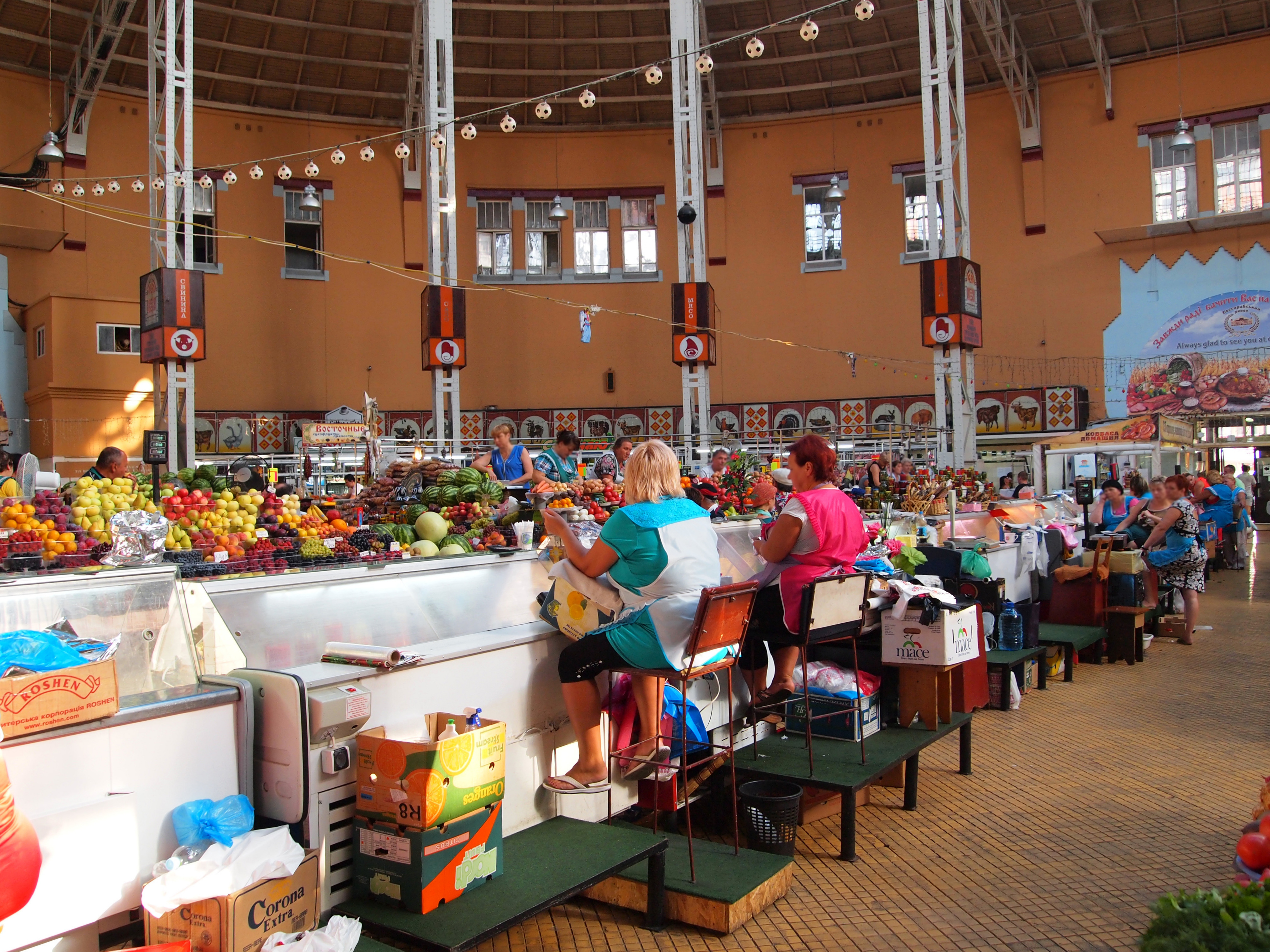
Markthalle, Innenansicht 2013